# Qualifications pour la Coupe du monde de rugby à XV 2015
Navigation
Qualifications Coupe du monde 2011 Qualifications Coupe du monde 2019
Les qualifications pour la Coupe du monde de rugby à XV 2015  mettent aux prises les équipes nationales de rugby à XV afin de qualifier huit formations qui disputent la phase finale aux côtés des douze équipes qualifiées d’office.

## Qualifications
Le Canada est la première nation à se qualifier après avoir battu les États-Unis en match aller-retour en août 2013 (27-9 ; 11-13).

### Qualifiés d’office
Les trois premiers de chacune des poules du premier tour de la Coupe du monde 2011 sont qualifiés d’office pour l’édition 2015. Il s'agit des équipes suivantes :
- Angleterre, pays organisateur en 2015 et quart de finaliste en 2011
- Nouvelle-Zélande, vainqueur en 2011
- France, finaliste en 2011
- Australie, troisième en 2011
- Pays de Galles, quatrième en 2011
- Argentine, quart de finaliste en 2011
- Afrique du Sud, quart de finaliste en 2011
- Irlande, quart de finaliste en 2011
- Tonga, 3e de sa poule en 2011
- Écosse, 3e de sa poule en 2011
- Italie, 3e de sa poule en 2011
- Samoa, 3e de sa poule en 2011

### Autres qualifiés
Huit places sont à attribuer par le biais des qualifications continentales, puis des repêchages avec la répartition suivante :
- Afrique : 1 place ;  Namibie
- Amérique : 2 places ;  Canada et  États-Unis
- Asie : 1 place ;  Japon
- Europe : 2 places ;  Géorgie et  Roumanie
- Océanie : 1 place ;  Fidji
- Repêchage : 1 place ;  Uruguay

Le premier match qualificatif a lieu le 24 mars 2012 à Mexico avec le match opposant le Mexique à la Jamaïque, qui voit le Mexique s'imposer 68 à 14 avec neuf essais.

### Afrique
L'Afrique du Sud, quart de finaliste en 2011, est automatiquement qualifiée. Les autres équipes s'affrontent pour le compte de la Coupe d'Afrique 2012, de la Coupe d'Afrique 2013 et de la Coupe d'Afrique 2014 qui servent aussi de phase de qualification pour la Coupe du monde. Le vainqueur du tour 3 participe directement à la compétition finale au titre d'Afrique 1, tandis que le deuxième de ce tour joue un barrage contre une équipe européenne.
Liste des participants aux qualifications :
| - Maroc - Côte d'Ivoire - Zambie - Maurice - Nigeria | - Madagascar - Ouganda - Kenya - Zimbabwe - Swaziland | - Tunisie - Sénégal - Namibie - Botswana |

### Amériques
L'Argentine, quart de finaliste en 2011, est automatiquement qualifiée. Les équipes de la zone Amériques s'affrontent dans une phase de qualification organisée en plusieurs tours. L'Uruguay, 2e du CONSUR A 2013 derrière l'Argentine A, affronte les États-Unis, défaits par le Canada en août 2013. Le vainqueur est qualifié pour l'épreuve finale et le finaliste dispute un barrage contre une équipe asiatique.
Liste des participants aux qualifications :
| NACRA Caribbean - Mexique - Jamaïque - Îles Caïmans - Barbade - Saint-Vincent-et-les-Grenadines - Trinité-et-Tobago - Bahamas - Bermudes - Guyana | CONSUR B - Colombie - Venezuela - Pérou - Paraguay | CONSUR A - Argentine A - Brésil - Chili - Uruguay | NACRA - Canada - États-Unis |

### Asie
Les équipes de la zone asiatique s’affrontent dans une phase de qualification organisée en quatre tours. Le tour final est le Tournoi asiatique des Cinq Nations 2014. Le Japon, vainqueur du tournoi, s'est qualifié pour l'épreuve finale, tandis que Hong Kong, deuxième de la compétition, a disputé un barrage contre une équipe américaine, l'Uruguay.
Liste des participants aux qualifications :
| Asian 5 Nations 2012 D1 - Sri Lanka - Singapour - Philippines - Taipei chinois | Asian 5 Nations 2012 D2 - Malaisie - Thaïlande - Iran - Chine | Asian 5 Nations 2012 D3 - Inde - Guam - Indonésie - Pakistan |

| Asian 5 Nations 2013 - Japon - Corée du Sud - Hong Kong - Émirats arabes unis - Philippines | Asian 5 Nations 2013 D1 - Kazakhstan - Sri Lanka - Taipei chinois - Thaïlande | Asian 5 Nations 2014 - Japon - Corée du Sud - Hong Kong - Philippines - Sri Lanka |

### Europe
Les qualifications de la zone Europe ont été simplifiées par rapport à l’édition précédente. Les six équipes du Tournoi des Six Nations (Angleterre, France, Écosse, Irlande, Italie, pays de Galles) sont automatiquement qualifiées. Les autres équipes s'affrontent dans une phase de qualification organisée en six tours. Les deux premiers de la Première division du championnat des nations 2012-2014 se qualifient directement pour la phase finale. Le troisième dispute un match de qualification contre le vainqueur du tour 4. Le vainqueur de ce match dispute un barrage contre une équipe africaine.
Liste des participants aux qualifications :
| Division 1A - Géorgie - Roumanie - Espagne - Russie - Portugal - Belgique | Division 1B - Ukraine - Pologne - Moldavie - Allemagne - République tchèque - Suède |

| Division 2A - Pays-Bas - Lituanie - Malte - Croatie - Suisse | Division 2B - Lettonie - Andorre - Serbie - Israël - Danemark | Division 2C - Slovénie - Autriche - Bulgarie - Hongrie | Division 2D - Norvège - Grèce - Luxembourg - Bosnie-Herzégovine - Finlande |

### Océanie
L’Australie, la Nouvelle-Zélande, les Samoa et les Tonga sont automatiquement qualifiées. Le dernier qualifié est l'équipe des Fidji, vainqueur de la Pacific Nations Cup 2013, battant les Îles Cook, lauréats de la Coupe d'Océanie 2013.
Liste des participants aux qualifications :
| Coupe d'Océanie 2013 - Îles Cook - Papouasie-Nouvelle-Guinée - Îles Salomon - Tahiti | Pacific Nations Cup 2013 - Fidji |

### Repêchage
La dernière place qualificative pour la Coupe du monde s'est disputée entre quatre nations : la Russie, vainqueur du 6e tour de la zone Europe, affrontant le Zimbabwe, deuxième de la Division 1A de la Coupe d'Afrique 2014, tandis que l'Uruguay, perdant du play-off de la zone Amériques, joue contre Hong Kong, deuxième de l'Asian 5 Nations 2014. En finale, disputée sur deux matches aller-retour, l'Uruguay s'est imposé face à la Russie et s'est ainsi qualifié pour le tournoi final.